# Безрук Галина Анатоліївна
Гали́на Анато́ліївна Бе́зрук (нар. 1 травня 1988, Краматорськ, Донецька область) — українська та російська акторка, співачка. 2012 року стала фіналісткою вокального шоу «Голос країни 2». Акторка серіалів «Слуга народу», «Останній москаль» і «Будиночок на щастя». 
Замовчує російсько-українську війну, а також російське вторгнення в Україну, та залишається жити й працювати в Росії.

## Життєпис
Галина Безрук народилася 1 травня 1988 року в місті Краматорськ.
У 5 років почала навчання гри на скрипці в музичній школі, пізніше стала учасницею дитячого хору. З 5-ти років займалася танцями в колективі «Зернятка» під керівництвом Ольги Бібікової та в народному театрі «Бам-Бук» під керівництвом Миколи Мітли.
У 17 вступила на акторський факультет Київського університету театру, кіно і телебачення, який успішно закінчила у 2010 році за спеціальність «Диктор, телеведучий, актор кіно».
У студентські роки дебютувала на театральній сцені в Державному Центрі театрального мистецтва імені Леся Курбаса.
З 2015 року мешкає в Росії та є акторкою Московського театру мюзиклу.

### Особисте життя
11 серпня 2016 одружилася з актором Артемом Алексєєвим, з яким познайомилися на знімання серіалу «Поки станиця спить» 2014 року. 13 грудня 2016 року народила першу доньку Василісу та 29 березня 2025 року народила доньку другу Ксенію. Після випадків домашнього насильства вона розлучилася з Алексєєвим та зараз живе з донькою окремо від нього.

### Політична позиція
Відмовляється коментувати російсько-українську війну, оскільки боїться кримінального переслідування з боку влади РФ.
Про свою позицію акторка повідомила в інтерв'ю російській «Газета.ru». Попри те, що творить армія рф на її батьківщині, Галина «прикривається» своєю дочкою, і продовжує активно працювати в театрі та кіно, розважаючи російську аудиторію.
Крім цього, Безрук поскаржилася на своїх земляків, які пишуть їй повідомлення, із закликами одуматися. Щобільше, акторка вважає, що її всі мають зрозуміти, і якщо «ворушити мізками», то її позиція стає дуже зрозумілою, адже її чоловік та дитина росіяни.
«Ті прокльони, які шлють, я їх уже навіть не читаю. Просто бачу перше слово і відразу блокую. Я навіть не розумію, у мене немає часу кожному диванному критику пояснювати ситуацію, яка склалася в мене. Якщо трохи поворушити мізками, цілком зрозуміло, чому я перебуваю там, де я є. Хто мій чоловік, хто моя дитина — якої вони національності. Я обираю родину. Я не обираю батьківщину, я обираю сім'ю. Найближчих мені людей — себе та сім'ю», — заявила Безрук.
Мовчазно підтримує російську-українську війну, а також російське вторгнення в Україну.

## Фільмографія
| Рік       | Проєкт                        | Роль                                  |
| --------- | ----------------------------- | ------------------------------------- |
| 2009-2011 | Чужі помилки                  |                                       |
| 2010      | Маршрут милосердя             | Юля                                   |
| 2011      | Повернення Мухтара-7          | адміністраторка салону «Імперія тату» |
| 2012      | Джамайка                      | Дуся                                  |
| 2012      | Ластівчине гніздо             | Діана                                 |
| 2012      | Порох і дріб                  | Моніка                                |
| 2012      | Жіночий лікар                 | Настя Авдєєва                         |
| 2013      | Поцілунок!                    | Катя Ворошилова                       |
| 2014      | Останній москаль              | Ксенія                                |
| 2014      | Брат за брата-3               | Катя                                  |
| 2014      | Швидка допомога               | Яна, випадкова подружка Романцева     |
| 2014      | Личное дело                   | Віра                                  |
| 2014      | Поки станиця спить            | Оксана                                |
| 2015      | Слуга народу                  | Анна                                  |
| 2015      | Онлайн 2.0                    | Анна                                  |
| 2015      | Останній яничар               | Оксана                                |
| 2015      | Особистий інтерес             | Тетяна                                |
| 2015      | Пес                           | Анжеліка                              |
| 2016      | підкидьки                     | Даша Карельская                       |
| 2016      | Провідниця                    | Маргарита                             |
| 2016      | Останній москаль. Судний день | Ксенія Михайлівна                     |
| 2016      | Володимирська, 15             | Ганна                                 |
| 2017      | Наживка для ангела            | Василіса                              |
| 2017      | Готель Елеон-2                | лікарка                               |
| 2018-2022 | Будиночок на щастя            | Маша                                  |
| 2019      | ИП Пирогова                   | Мая                                   |
| 2019      | Готель Купідон                | Катя                                  |
| 2019      | Токсичная любовь              | Юлія                                  |
| 2019      | Великі Вуйки                  | Ксенія Михайлівна                     |
| 2020      | Нашедшего ждет вознаграждение | Альона                                |
| 2020      | Скліфосовський-8              | Василіса                              |
| 2020      | Шоу про любовь                | Люба                                  |
| 2020      | Родком                        | Іра Соколова                          |
| 2021      | Елизавета                     | Франческа                             |

## Нагороди та номінації
| 2003 | Премія «Надія Фестивалю Золота Рампа», м. Дніпропетровськ                                                                                   |
| 2004 | Премія за «Найкращу жіночу роль» Фестивалю молодіжних театрів «Золотий лелека» м. Коблево, спектакль «Любовь, похожая на сон», роль Мачухи  |
| 2004 | Номінація за «Найкращу жіночу роль» на Міжнародному театральному фестивалі «Театральна легенда» за роль Тамари в спектаклі «Тамара і Демон» |
| 2005 | Премія «Найкраща жіноча роль» фестивалю «Театральна сесія», м. Дніпропетровськ, спектакль «Вампір», роль Тані                               |
| 2005 | 1-ше місце на фестивалі «Юність. Натхнення. Талант», м. Будапешт, Угорщина                                                                  |
| 2006 | Гран-прі фестивалю «Сузір'я», м. Варна, Болгарія                                                                                            |
| 2006 | Гран-прі фестивалю «Казкова Ялта», м. Ялта, Україна                                                                                         |
| 2012 | Півфіналістка музичного телешоу «Голос країни. Нова історія», м. Київ, Україна                                                              |
| 2012 | Гран-прі 1-го Всеукраїнського Фестивалю молодих виконавців ім. М. П. Мозгового, м. Київ, Україна                                            |
| 2016 | 2-ге місце на конкурсі «Нова хвиля», м. Сочі, Росія                                                                                         |

## Кліпи
| Рік  | Назва кліпу |
| ---- | ----------- |
| 2013 | Небо тебе   |